# Bas Weckhuysen
Bas Weckhuysen (12 januari 2005) is een Belgisch voetballer die onder contract ligt bij Lommel SK.

## Carrière
Weckhuysen begon zijn jeugdcarrière bij KVV Stal Sport. Na vier jaar bij KRC Genk en twee jaar bij Bocholter VV sloot hij zich aan bij de U14 van Lommel SK. Op 12 augustus 2022 maakte hij zijn officiële debuut in het eerste elftal van Lommel: op de openingsspeeldag van het seizoen 2022/23 liet trainer Steve Bould hem tegen FCV Dender EH in de blessuretijd invallen voor Metinho. Een maand later ondertekende hij een profcontract tot 2024 bij Lommel.
Op 24 september 2022 kreeg hij, na twee korte invalbeurten in de competitie, zijn eerste basisplaats voor Lommel in de bekerwedstrijd tegen RAAL La Louvière (2-0-winst). Trainer Steve Bould stelde hem in deze wedstrijd op als linksvoor.

## Clubstatistieken
| Seizoen         | Club            | Land            | Competitie      | Competitie | Competitie | Beker | Beker | Supercup | Supercup | Europees | Europees | Totaal | Totaal |
| Seizoen         | Club            | Land            | Competitie      | Wed.       | Dlp.       | Wed.  | Dlp.  | Wed.     | Dlp.     | Wed.     | Dlp.     | Wed.   | Dlp.   |
| --------------- | --------------- | --------------- | --------------- | ---------- | ---------- | ----- | ----- | -------- | -------- | -------- | -------- | ------ | ------ |
| 2022/23         | Lommel SK       | Vlag van België | Eerste klasse B | 2          | 0          | 1     | 0     | —        | —        | —        | —        | 3      | 0      |
| Carrière totaal | Carrière totaal | Carrière totaal | Carrière totaal | 2          | 0          | 1     | 0     | 0        | 0        | 0        | 0        | 3      | 0      |

Bijgewerkt op 29 september 2022.